# Huawei Y6 2019
Huawei Y6 2019 (також відомий як Huawei Y6 Prime 2019) — бюджетний Android-смартфон з серії «Y» компанії Huawei. Початок продажів в Україні був анонсований представником корпорації 22 березня 2019 року. Також 13 лютого 2019 року був представлений Huawei Y6 Pro 2019, що відрізняється від базової моделі більшою кількістю оперативної пам'яті, присутністю чипу NFC та відсутністю сканера відбитків пальців.
Huawei Y6 2019 замінив попередню модель Huawei Y6 2018 і є попередником Huawei Y6s.

## Технічні характеристики

### Зовнішній вигляд
Корпус смартфонів повністю виконаний з пластику та має закруглені краї. Товщина телефонів — 7,8 мм, ширина — 73 мм, висота — 152,4 мм, вага — 150 грамів.
Знизу знаходяться роз'єм microUSB, динамік та мікрофон, зверху — другий мікрофон та 3,5 мм аудіороз'єм, зліва — слот під 2 SIM-картки і карту пам'яті або 1 SIM-картку і карту пам'яті залежно від моделі Huawei Y6 2019 та тільки від 2 SIM-картки і карту пам'яті в інших моделей, а справа — гойдалка регулювання гучності та кнопка блокування. Спереду телефони мають динамік та краплеподібний виріз фронтальної камери, який збільшує площу огляду дисплея. На задній поверхні розташовані сканер відбитків пальців в Huawei Y6 2019/Prime 2019, спалах, острівець основної камери з написом її характеристик і логотип Huawei.
Huawei Y6 Pro 2019 продавався в чорному (Midnight Black) та синьому (Sapphire Blue) кольорах, коли Huawei Y6 2019/Prime 2019 також мав коричневий (Amber Brown) колір. Чорний варіант має глянцеву задню панель, синій — матову, а коричневий — стилізовану під шкіряну обгортку.

### Апаратне забезпечення
Смартфони, як і Huawei Y5 2019, побудовані на базі MediaTek Helio A22 з 4 ядрами Cortex-A53, що мають тактову частоту 2 ГГц, та графічним процесором PowerVR GE8320. Huawei Y6 2019/Prime 2019 має 2 ГБ оперативної пам'яті а Huawei Y6 Pro 2019 — 3 ГБ. Вбудована пам'ять складає 32 ГБ і може бути розширена завдяки карті пам'яті формату microSD до 512 ГБ.
Пристрої мають незнімний літій-іонний акумулятор ємністю 3020 мА·год.
Екран IPS LCD, 6,09", HD+ (1560 × 720) зі щільністю пікселів 282 ppi, співвідношенням сторін 19,5:9 та краплеподібним вирізом під фронтальну камеру.
Смартфони отримали основну камеру на 13 Мп з діафрагмою f/1.8, фазовим автофокусом та вбудованим LED спалахом і передню камеру на 8 Мп з діафрагмою f/2.0 і спалахом Selfie Toning Flash 2.0 та функцією розблокування по обличчю Face Unlock.
Пристрої підтримують стандарти зв'язку 2G, 3G, 4G, бездротові інтерфейси Wi-Fi 802.11 b/g/n (лише 2,4 ГГц), Bluetooth 4.2 (A2DP, BLE) та системи навігації GPS/A-GPS, ГЛОНАСС, Бейдоу. Також присутній FM-приймач із вбудованою антеною, що дозволяє слухати FM-радіо без підключення навушників.

### Програмне забезпечення
Смартфони були випущені на операційній системі Android 9 Pie з графічною оболонкою EMUI 9.0. Присутня можливість оновлення до EMUI 9.1.

### Комплектація
Смартфони поставляються в коробці із зарядним пристроєм, кабелем USB, шпилькою для вилучення SIM-карт та додатковою документацією.